# 甲基苯巴比妥
甲基苯巴比妥（商品名有Mebaral、Mephyltaletten、Phemiton和Prominal等）是一种含氮有机化合物，化学式为C13H14N2O3，属于巴比妥类药物，是苯巴比妥的N-甲基衍生物，可作为抗惊厥药。